# La Nueva Derecha
La Nueva Derecha (en danés: Nye Borgerlige) es un partido político fundado en Dinamarca en 2015. Es entre otras cosas euroescéptico, antiinmigración y anti-islam.

## Historia
El partido fue fundado en 2015 por dos exmiembros del Partido Popular Conservador, Pernille Vermund y Peter Seier Christensen. Después del establecimiento del partido, varios concejales de varios municipios, cambiaron de sus partidos originales a la Nueva Derecha.  La mayoría de estos se perdieron en la primera elección en la que participaron, las elecciones locales danesas de 2017, donde solo una persona del partido fue elegida para el consejo municipal de Hillerød.
El 21 de septiembre de 2016, el partido anunció que había reunido las 20.109 firmas necesarias para presentarse a las próximas elecciones generales. Así lo confirmó el Ministerio de Asuntos Sociales el 6 de octubre.

## Posiciones
El partido critica las políticas de inmigración del populista de derecha Partido Popular Danés (DF) por ser "demasiado indulgentes". La Nueva Derecha quiere que Dinamarca se salga de la convención de refugiados de la ONU y deporte a todos los inmigrantes que viven en residencia temporal o que no pueden mantenerse a sí mismos. Solo los extranjeros asignados directamente a Dinamarca por las agencias de refugiados de la ONU deberían recibir asilo. La ciudadanía danesa debería restringirse a las personas que "contribuyen positivamente" a la sociedad. Además, el partido quiere prohibir completamente el velo islámico en las escuelas e instituciones públicas.
Sus políticas económicas son libertarias (a diferencia del DF, económicamente "socialdemócrata"), y exigen recortes de impuestos y la abolición de todos los impuestos sobre sociedades. Además, la Nueva Derecha quiere poner fin a la membresía de Dinamarca en la Unión Europea, que consideran una "monstruosidad de reglas y leyes", que amenaza "la prosperidad, el progreso y la democracia de Dinamarca", y quieren que las leyes en general sean menos en número.
Los observadores colocan al partido más a la derecha que DF, a cuyos votantes apunta principalmente la Nueva Derecha, según una encuesta de Gallup.
En las elecciones generales danesas de 2019, el ultraderechista Partido del Progreso apoyó a la Nueva Derecha porque "se han apoderado de los viejos mensajes del Partido del Progreso".

## Resultados electorales
| Elección | Votos         | Votos | Escaños | Escaños | Resultado |
| Elección | N°            | %     | N°      | +/-     | Resultado |
| -------- | ------------- | ----- | ------- | ------- | --------- |
| 2019     | 83.201 (#9)   | 2,36  | 4/179   | 4       | Oposición |
| 2022     | 129.524 (#10) | 3,67  | 6/179   | 2       | Oposición |